# فرانتيسيك زلينكا
فرانتيسيك زلينكا (بالتشيكية: František Zelenka)‏ هو فنان ومهندس معماري تشيكي، ولد في 8 يوليو 1904 في كوتنا هورا في التشيك، وتوفي في 19 أكتوبر 1944 في معسكر أوشفيتز بيركينو في بولندا.

## معرض صور

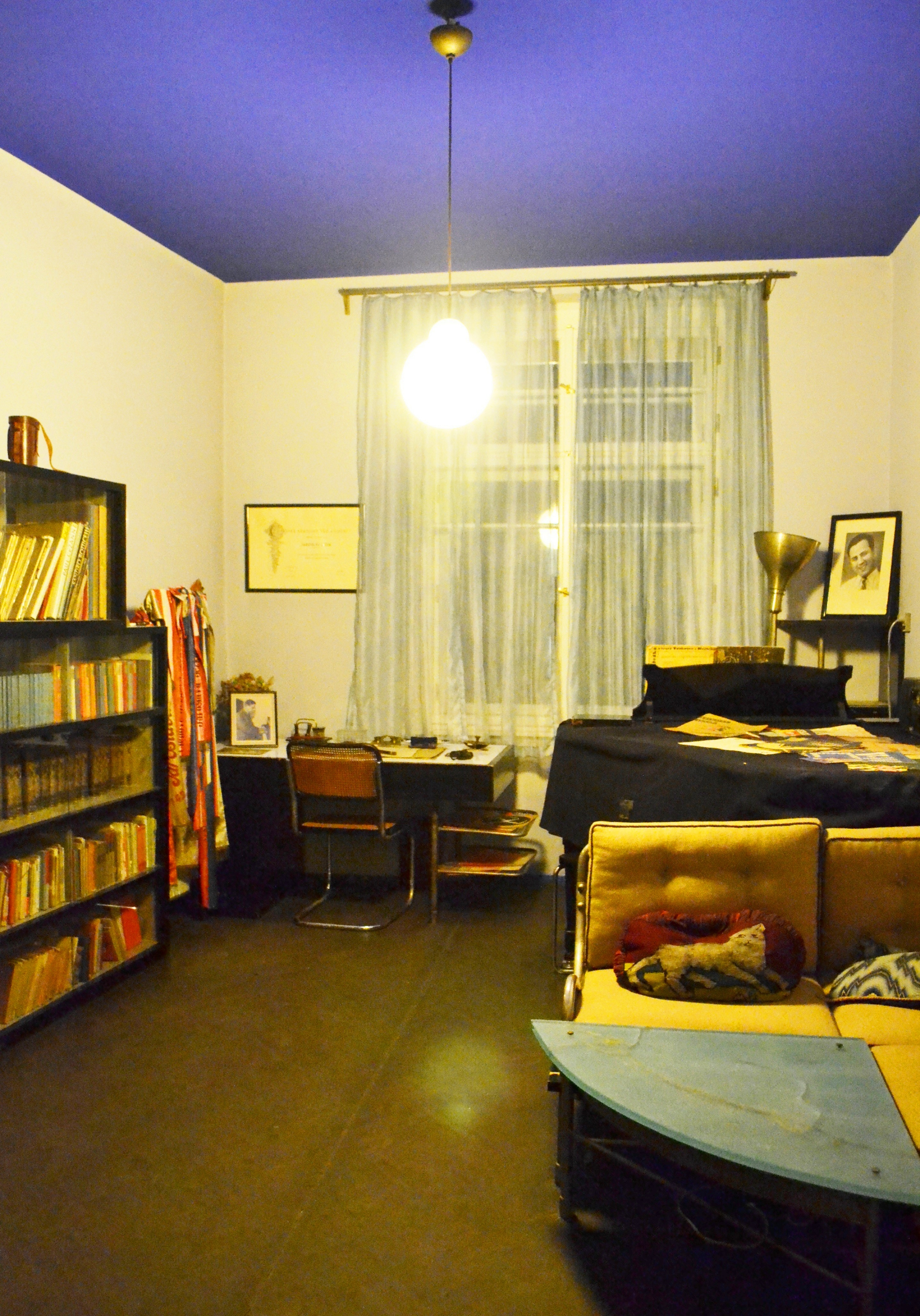
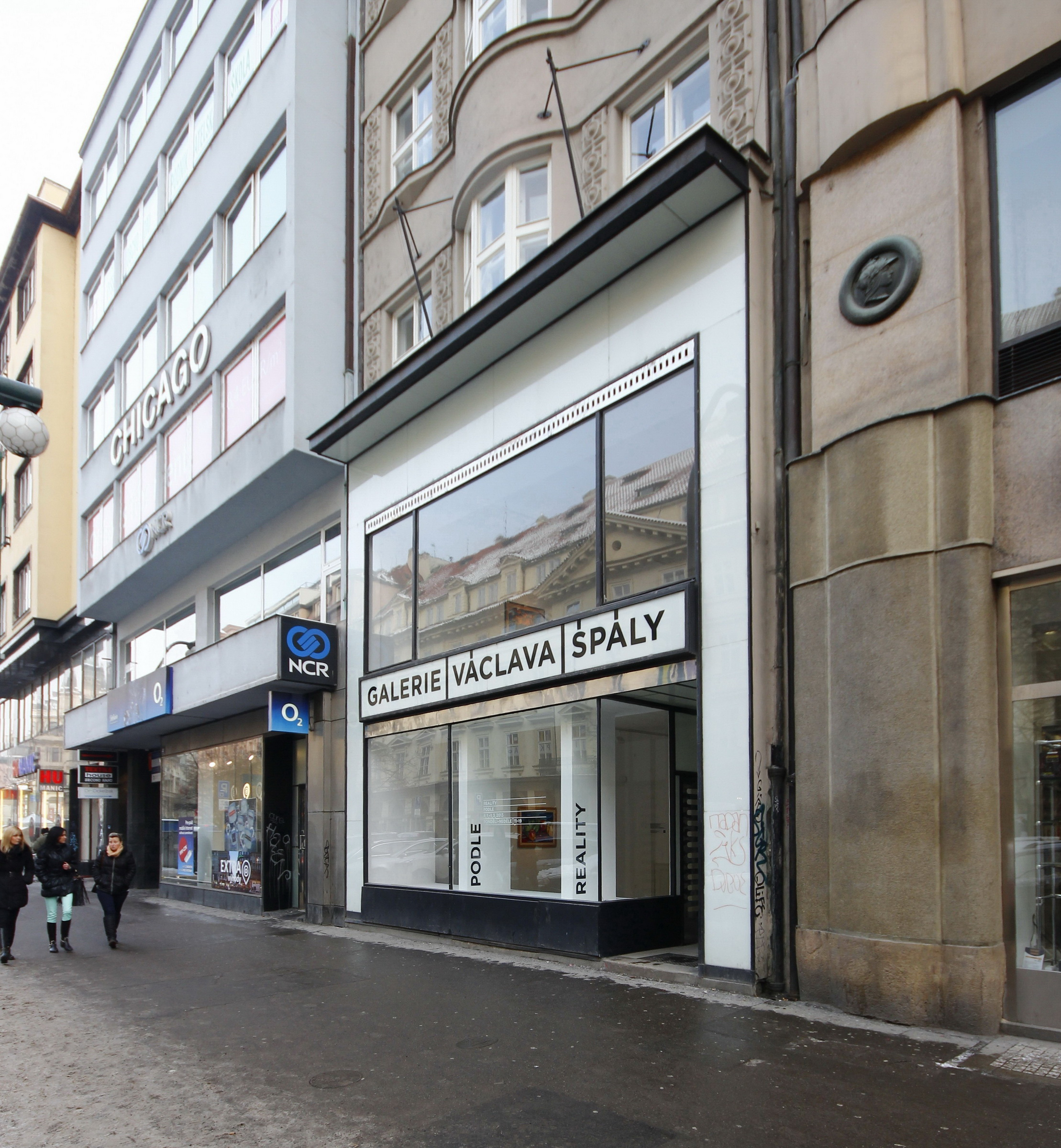
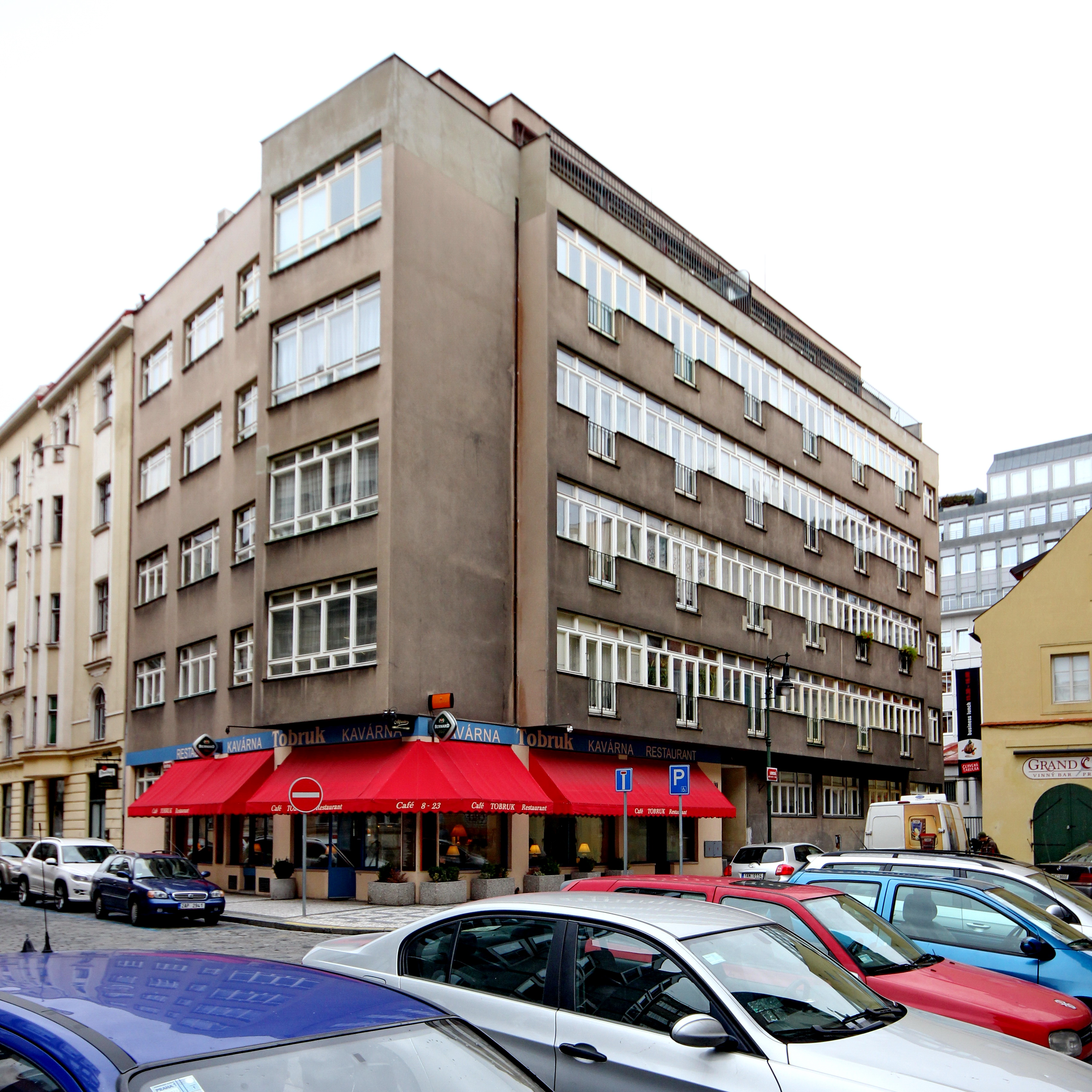

## وصلات خارجية
- فرانتيسيك زلينكا على موقع IMDb (الإنجليزية)
- فرانتيسيك زلينكا على موقع ميوزك برينز (الإنجليزية)
- فرانتيسيك زلينكا على موقع قاعدة بيانات الفيلم (الإنجليزية)